# Protest
Protest (imenovan tudi demonstracija, pogovorno in uradno) je javni izraz ugovora, neodobravanja ali nestrinjanja z idejo ali dejanjem, običajno političnim. Protesti so lahko v različnih oblikah, od posameznih izjav do množičnih demonstracij. Protestniki lahko organizirajo protest kot način, da javno izrazijo svoja mnenja, da bi vplivali na javno mnenje ali vladno politiko, ali pa lahko neposredno ukrepajo, da bi sami izvedli želene spremembe. Kadar so protesti del sistematične in miroljubne nenasilne kampanje za dosego določenega cilja in vključujejo uporabo pritiska in prepričevanja, presegajo zgolj protest in jih je mogoče bolje opisati kot primere civilnega in nenasilnega odpora.
Različne oblike samoizražanja in protestiranja včasih omejujejo vladne politike (na primer zahteva po protestnih dovoljenjih), gospodarske okoliščine, verska ortodoksnost, družbene strukture ali medijski monopol. Ena od reakcij države na proteste je uporaba policijskih posebnih enot. Opazovalci so v številnih državah opazili povečano militarizacijo protestnega policijskega dela, saj je policija proti protestnikom napotila oklepna vozila in ostrostrelce. Ko pride do takšnih omejitev, lahko protesti prevzamejo obliko odprte državljanske neposlušnosti, bolj subtilne oblike odpora proti omejitvam ali pa se prelijejo na druga področja, kot sta kultura in emigracija.
Protest sam je včasih lahko predmet protiprotesta. V takih primerih protiprotestniki izkazujejo podporo osebi, politiki, dejanju itd., Ki je predmet prvotnega protesta. Protestniki in protiprotestniki se včasih lahko nasilno spopadejo.

## Zgodovinski primeri protestov
- Severna Evropa v začetku 16. stoletja (protestantska reformacija).
- Severna Amerika 1776 (ameriška revolucija).
- Pennsylvania Mutiny iz leta 1783, protivladni protest (nekaj sto vojakov kontinentalne vojske).
- Francija leta 1789 (francoska revolucija).
- Haiti leta 1803 (Haitijska revolucija).
- Neredi na Haymarketu leta 1886 (prva uspešna črna revolucija proti suženjstvu).
- Stavka v New Yorku (1909).
- Solni pohod Mohandasa Gandhija 1930 (v znak protesta proti britanski vladavini v Indiji).
- Protest Martina Lutherja Kinga mlajšega leta 1963 (v Washingtonu za zaposlitev in svobodo).
- Protesti proti vietnamski vojni (Mehika 1968)
- Neredi v Stonewallu leta 1969 (v znak protesta proti ravnanju s homoseksualci v New Yorku).
- Revolucija ljudske moči na Filipinih protesti na trgu Tiananmen leta 1989.
- Demonstracije Alexanderplatza od 4. do 9. novembra 1989, ki so se končale v padcu berlinskega zidu.
- Številni protesti proti AIDS-U sredi konca osemdesetih in zgodnjih devetdesetih let.
- Protiglobalizacijski protesti v Pragi leta 2000.
- Protiglobalizacijski protesti v Genovi od 18. do 22. julija 2001
- Iraški vojni protest 15. februar 2003.
- Tajski politični protest 2010.
- Iranski protest.
- Protesti arabske pomladi 2011.
- Egiptovski protesti v juniju 2013.
- Protesti parka Gezi leta 2013 v Turčiji.
- Ukrajinska vstaja (november 2013 – februar 2014).
- Protesti pod vodstvom Black Lives Matter 13. julija 2013.
- Južnokorejski protesti 2016.
- Protesti Dakota Access Pipeline 2018.
- Protesti Tommyja Robinsona 2018.
- Armenska žametna revolucija 2018-2019.
- Venezuelski protesti 2019.
- Bolivijski protesti 2019.
- George Floyd protestira od 26. maja 2020 do danes.
- Protesti v Belorusiji.
- Protesti zaradi odzivov na pandemijo COVID-19.
- Protesti in neredi COVID-19 v Srbiji.

Prevod iz angleške wikipedije.